# Odd kikinaskald
Odd kikinaskald (Oddr kíkinaskáld) var en isländsk furstelovskald verksam hos den norske kungen Magnus den gode. Då kung Magnus dog under härtåg i Danmark år 1047, diktade Odd ett arvkväde efter honom, av vilket två strofer har bevarats därför att de av Snorre Sturlason kommit att infogas i Magnus den godes saga. Den första strofen handlar om slaget vid Åros (Århus) men tycks även anspela på slaktningen vid Lyrskogsheden; den andra strofen beskriver den sorg som kungens folk kände då Magnus var död och hans lik skeppades hem till Norge:
| Mass-slakt vid mickelsmässan malmsvärdsklingorna bringat; venderna stöp, man vänjts vid vapenbraket att vaka. Än före jul en annan otillräcklig strid väcktes sunnan för Åros, svår och svidande grym att lida. | Fällde män för den milde mången en tår vid båren; slemt var slaget för dem han slingade guldet bringat. Hugfröjden föll, knappt höllo hirdmännen gråten åter; sorgsen satt kungens klunga kvaltyngd i leda sedan. |  |

Även en lausavísa som Odd diktade kort efter Magnus död finns bevarad.
I Skáldatal uppges att Odd också diktat ett kväde om kung Harald Hårdråde, men detta är nu restlöst förlorat.
Vad Odds tillnamn kíkinaskáld egentligen betyder tycks vara oklart.